# ستاد مصر
ستاد مصر هو ستاد تم إنشاءه و افتتاحه في يناير عام 2024 يقع في العاصمة الإدارية بالقاهرة في مدينة مصر الدولية للألعاب الأولمبية ويتسع لحوالي 94 ألف مشجع. يقع الستاد جنوب مقر وزارة الدفاع الجديد الأوكتاجون على طريق القاهرة-العين السخنة.

## التاريخ
بدأ بناء الملعب في عام 2019 كجزء من مدينة مصر للألعاب الأولمبية. تم تصميمه من قبل الشركات الإيطالية مهندسي شيسا وهياكل إم جاي دابليو، الذين عملوا أيضًا في ملعب يوفنتوس في تورينو وملعب أوليمبي في ياوندي، الكاميرون. بينما شركة أوراسكوم للإنشاءات هي المقاول الرئيسي. من المتوقع الانتهاء في يونيو 2023.